# Khỉ trọc mũi trắng
Khỉ trọc mũi trắng (danh pháp hai phần: Chiropotes albinasus) là một loài động vật có vú trong họ Pitheciidae, bộ Linh trưởng. Loài này được I. Geoffroy & Deville mô tả năm 1848.

## Hình ảnh

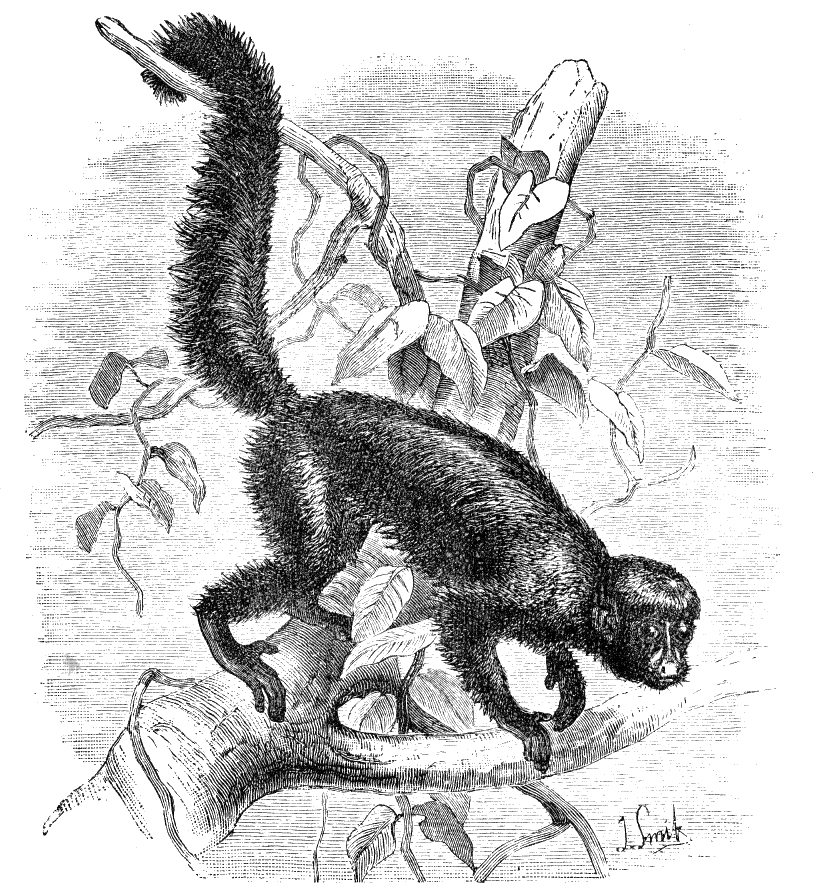
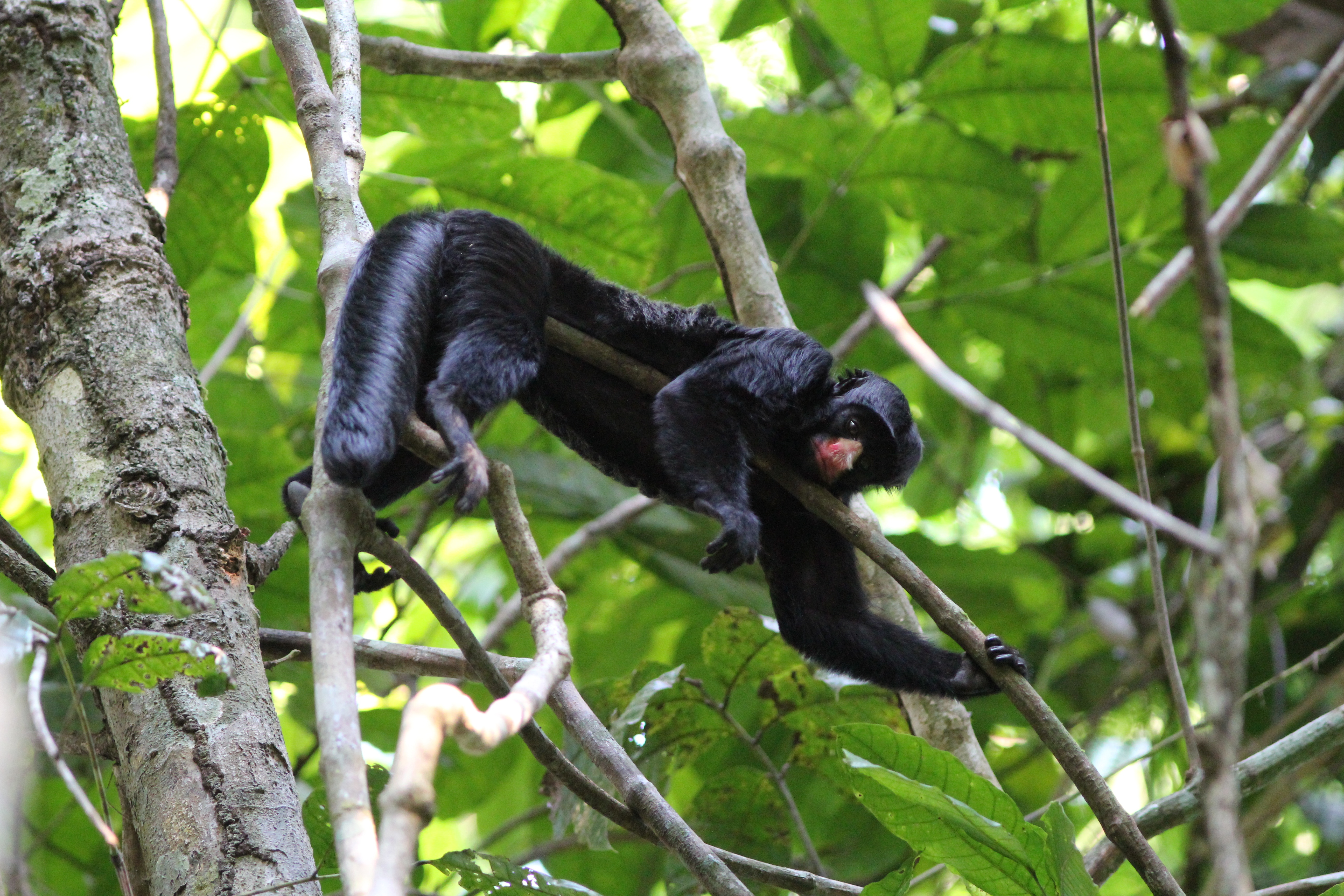
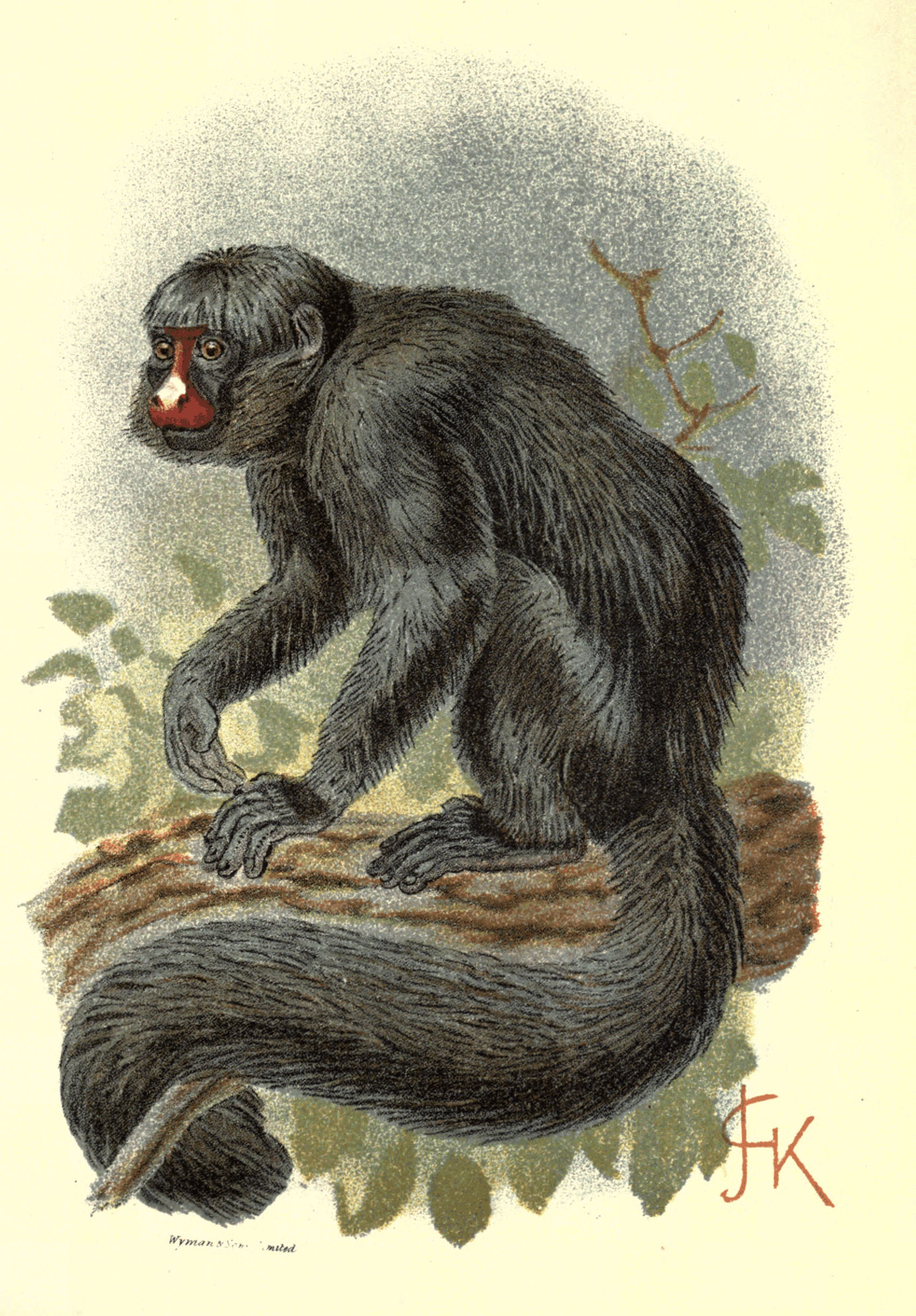